# Sosnîna, Ivanîci
Sosnîna (în ucraineană Соснина) este localitatea de reședință a comunei Sosnîna din raionul Ivanîci, regiunea Volînia, Ucraina.

## Demografie
Componența lingvistică a localității Sosnîna
     Ucraineană (98%)
     Rusă (1,5%)
Conform recensământului din 2001, majoritatea populației localității Sosnîna era vorbitoare de ucraineană (98%), existând în minoritate și vorbitori de rusă (1,5%).